# 变形监测
变形监测是指使用专门的仪器和利用一定的方法对变形体在外力作用下形状或体积的变化进行系统性的观测的一种测量工作。变形监测得到的观测值是作变行分析、预见性维护等的主要依据。
随着社会的进步和经济的发展，大量的工程建设在各地展开，更多的造型奇特、规模庞大的建筑物出现在世界各地。由于设计上、施工质量等方面的缺陷，导致工程建筑物在施工和运营期间发生变形，如果变形超出极限，就会影响建筑物的使用，甚至发生坍塌等事故。由于变形监测能够为判断工程建筑物的安全性提供必要的信息，使得变形监测的意义更加重要。

## 方法
- 地面监测法--使用高精度测量仪器（如经纬仪、水准仪、全站仪等）测量变形体的角度、边长和高程的变化来检测其变形。是目前变形监测的主要方法。
- 地面摄影测量法--将摄影机安放在变形体周围较为稳定的点上对变形体进行摄影，将得到的影像通过处理获得变形体上目标点的二维或三维坐标，通过比较不同时刻目标点的坐标，就可以得到他们的位移。随着计算机技术和摄影测量的发展，这种方法在变形监测上的应用越来越广泛。
- GPS变形监测--应用GPS进行变形监测具有精度高、速度快、操作简便、自动化程度高等优点。
- 卫星遥测技术--合成孔径雷达( SAR) 是20 世纪50 年代末研制成功的一种微波传感器, 也是微波传感器中发展最为迅速和有效的传感器之一。随着SAR 技术的飞速发展, 20 世纪60 年代末出现了新兴的交叉学科合成孔径雷达干涉技术InSAR, 它是SAR 与射电天文学干涉测量技术的完美结合, 该技术特别适于解决大面积的滑坡、崩塌、泥石流以及地裂缝、地面沉降等地质灾害的监测预报, 精度可以达到毫米量级,是一项快速、经济的空间探测高新技术。
- 其他测量方法--应变测量，准直测量、倾斜测量